# Hieroceryx bomansi
Hieroceryx bomansi là một loài tò vò trong họ Ichneumonidae.